# Прапор Верхівцевого
Пра́пор Верхі́вцевого — один з офіційних символів міста Верхівцеве Верхньодніпровського району Дніпропетровської області, затверджений 7 лютого 2014 р. рішенням Верхівцевської міської ради.
Прямокутне полотнище із співвідношенням сторін 2:3 складається з двох рівновеликих горизонтальних смуг червоного і зеленого кольорів. Від древка відходить жовтий трикутник, що тягнеться до центру полотнища, на якому передня частина синьої кабіни тепловоза. З кутів щита біля древка відходять дві діагональні чорно-білі смуги, що з'єднуються в центрі полотнища і тягнуться до вільного краю. Ширина смуг становить 1/50 ширини прапора.